# Orchestre de chambre de l'ORTF
L’Orchestre de chambre de l'ORTF est un orchestre de chambre français créé en 1952 et dissous en 1976.

## Présentation
L'Orchestre de chambre de l'ORTF est créé par Pierre Capdevielle en 1952,. L'effectif de l'ensemble, qui s'inspire de l'exemple historique des « 24 violons du Roi », est constitué de 24 cordes.
Au sein de la radio publique française, l'Orchestre joue un rôle important de promotion de la musique contemporaine.
D'abord appelé Orchestre de chambre de la RTF, la formation prend en 1964 le nom d'Orchestre de chambre de l'ORTF à la création de l'office, puis le nom d'Orchestre de chambre de Radio France à la disparition de l'ORTF en 1975, avant d'être intégré dans le Nouvel Orchestre philharmonique de Radio France en 1976.
À la tête de la l'orchestre se sont succédé les chefs Pierre Capdevielle, de 1952 à 1964, et André Girard, de 1964 à 1973.